# レモ・デ・アンジェリス
レモ・デ・アンジェリス（Remo De Angelis、1940年10月12日 - ）はイタリアの映画俳優、スタントマン、アクション監督、助監督。ラツィオ州ローマ出身。
クレジット名義は複数見られ、スペル違いのレモ・デアンジェリス（Remo DeAngelis、 Remo de Angelis）、レモ・ディ・アンジェリ（Remo di Angeli）　、『続・荒野の用心棒』（1966年）では俳優としてエリック・スキッパーズ（Erik Schippers）、『太陽の暗殺者』（1967年）ではエリル・シッパーズ（Eril Shippers）とクレジットされた。

## 俳優としての特徴
1950年代末から1980年代にかけてスタントマン兼と俳優活動をしており、当初はペプラム物等のアクション映画に出演していたが1960年代末からのマカロニ・ウエスタン時代には脇役出演の傍らスタント・コーディネーターや疑斗としてアクション演出に携わった。当時は手下のガンマンや殺し屋、賞金稼ぎ、保安官等の役どころが多かった。

## アクション監督としての活動
マカロニ・ウエスタン隆盛の1960年代末には俳優活動とスタント・コーディネーター、疑斗を主力に活躍し、アクション監督の様相を見せた。また、銃火器指導も務めた。セルジオ・コルブッチ監督には『続・荒野の用心棒』（1966年）、『殺しが静かにやって来る』（1968年）、『豹/ジャガー』（1968年）、『スペシャリスト』（1968年）等があり、フェルディナンド・バルディ監督の『ガンマン無頼』（1966年）、『皆殺しのジャンゴ』（1967年）、『西部のリトル・リタ/踊る大銃撃戦』（1967年/未/dvd）、『盲目ガンマン』（1971年）等があり、両監督には重用された。
他には数人の監督の下でも活動し、中には女流監督として著名なリナ・ウェルトミューラーがネーザン・ウィッチの変名で監督してエルサ・マルティネッリが主演した『ベル・スター物語』（1968年/未ソフト化）があり、助監督も兼任した。
マカロニ・ウエスタン時代以降は活動が減少し、デーヴィッド・ウォース監督がイタリアで撮った『近未来戦争/オメガ帝国の崩壊』（1984年/未/ビデオ）やステュアート・ゴードン監督の『ロボ・ジョックス』（1989年）等の俗に言うB級な作品での活動が見られた。

## 国際的な大作への参加
マカロニ・ウエスタン時代の末期にディーノ・デ・ラウレンティス製作、バート・ケネディー、ニスカ・フルゴーツィ共同監督、イタリアと米国、ユーゴ・スラヴィアとの合作、スペイン・ロケの『デザーター/特攻騎兵隊』（1970年）のスタント・スーパーバイザーに抜擢された。出演もベキム・フェーミュからリチャード・クレンナ、リカルド・モンタルバン、チャック・コナーズ、ウッディー・ストロード、アルバート・サルミ、ブランドン・デ・ウィルデ、パトリック・ウェイン、ファウスト・トッツィ、ミンモ・パルマーラ、ジョン・ヒューストンまで豪華な顔ぶれが並ぶ。
1981年には統一教会が製作に乗り出した韓国と米国の合作の戦争大作で、ローレンス・オリヴィエがダグラス・マッカーサーを演じた『仁川』（1981年/未ソフト化）ではスタント・コーディネーターに起用された。イタリアで撮影されたパートがあったため、デ・アンジェリスの出馬となった。尚、三船敏郎、ジャクリーン・ビセット、ベン・ギャザラ、デーヴィッド・ジャンセン、リチャード・ラウンドトゥリー、ゴードン・ミッチェル等豪華共演陣だった。他にも『将軍』（1980年/TVミニ・シリーズ）のジェリー・ロンドン監督の大作TV映画でグレゴリー・ペックが主演の『赤と黒の十字架』（1983年）でもスタント・コーディネーターを務めた。

## フィルモグラフィ
- 『ハンニバル』（1959年）エドガー・G・ウルマー監督
- 『大夜襲』（1959年）
- 『イタリア万歳！』（1961年）ロベルト・ロッセリーニ監督
- 『情無用のコルト』（1965年）ジョヴァンニ・グリマルディ監督
- 『オクラホマ・ジョン』（1965年/未ソフト化）ハイメ・ヘースス・バルカサール監督
- 『荒野の賭博師』（1965年/未ソフト化）アルフォンソ・バルカサール監督
- 『続・荒野の用心棒』（1966年）セルジオ・コルブッチ監督
- 『ガンマン無頼』（1966年）フェルディナンド・バルディ監督
- 『さすらいの一匹狼』（1966年）トニーノ・ヴァレリイ監督
- 『私生児ジョン』（1967年/未ソフト化）アルマンド・クリスピーノ監督
- 『流れ者クリント』（1967年/未ソフト化）アルフォンソ・バルカサール監督
- 『皆殺しのジャンゴ/復讐の機関砲』（1967年）フェルディナンド・バルディ監督
- 『西部のリトル・リタ/踊る大銃撃戦』（1967年/未/dvd）フェルディナンド・バルディ監督
- 『太陽の暗殺者』（1967年）セルジオ・コルブッチ監督
- 『地獄の一匹狼』（1968年）アレックス・バークス（カミロ・バッツォーニ監督）
- 『西部の無頼人』（1968年/未/TV放映）
- 『ベル・スター物語』（1968年/未ソフト化）リナ・ウェルトミューラー監督
- 『殺しが静かにやって来る』（1968年）セルジオ・コルブッチ監督
- 『豹/ジャガー』（1968年）セルジオ・コルブッチ監督
- 『チャック・ムール』（1968年/未ソフト化）E・B・クラッチャー（エンツォ・バルボーニ）監督
- 『スペシャリスト』（1969年）セルジオ・コルブッチ監督
- 『スレッジ』（1970年）ヴィック・モロウ監督
- 『デザーター/特攻騎兵隊』（1970年）バート・ケネディー監督
- 『盲目ガンマン』（1971年）フェルディナンド・バルディ監督
- 『カランボラ』（1974年/未ソフト化）フェルディナンド・バルディ監督
- 『偉大なる冒険』（1975年/未ソフト化）
- 『ゲット・ミーン』（1975年/未ソフト化）フェルディナンド・バルディ監督
- 『ダスティン・ホフマンの100万ドル捜査線』（1968年/未/ビデオ）
- 『ラストトリガー/孤独の殺人者』（1977年/未/ビデオ）（助監督）マーロン・サーコ（マリオ・シチリアーノ）監督
- 『ヒッチハイク』（1977年）
- 『仁川』（1981年/未ソフト化）テレンス・ヤング監督
- 『バチカンの嵐』（1982年）フランク・ペリー監督
- 『赤と黒の十字架』（1983年/TV映画）ジェリー・ロンドン監督
- 『近未来戦争/オメガ帝国の崩壊』（1984年/未/ビデオ）デーヴィッド・ウォース監督
- 『ロボ・ジョックス』（1989年）ステュアート・ゴードン監督